# Metakrzemian sodu
Metakrzemian sodu – nieorganiczny związek chemiczny z grupy krzemianów, sól sodowa kwasu krzemowego. Krzemian sodu jest otrzymywany poprzez stapianie dwutlenku krzemu (krzemionki) z węglanem lub wodorotlenkiem sodu. Roztwór nasycony krzemianu sodu, nazywany zwyczajowo szkłem wodnym, stosowany jest do przeciwogniowej impregnacji drewna.